# モール・オブ・アラビア
モール・オブ・アラビア（Mall of Arabia）は、アラブ首長国連邦のドバイにあるドバイランド、シティ・オブ・アラビアに建設予定のショッピングモール。最初の計画では2008年に完成予定だったが、ドバイ・ショックなどの影響で2013年まで延びた。
イリヤースとムスタファ・ガラダリ・グループの発表によると、モールにはレジャー施設や娯楽施設、シアターを含み、古代中東をイメージしてデザインされる。第1段階の計画では、600万平方フィート（56万平方メートル）の面積を持ち、全て完成すると、5,000万フィート（460万平方メートル）を上回る。中国・東莞市の華南MALL、フィリピン・マニラのSMモール・オブ・アジアを抜き、世界最大のショッピングモールになる予定。